# Baldringe distrikt
Baldringe distrikt är ett distrikt i Ystads kommun och Skåne län. 
Distriktet ligger norr om Ystad. 

## Tidigare administrativ tillhörighet
Distriktet inrättades 2016 och utgörs av socknen Baldringe i Ystads kommun.
Området motsvarar den omfattning Baldringe församling hade 1999/2000.